# 2001 في اليابان
فيما يلي قوائم الأحداث التي وقعت خلال عام 2001 في اليابان.

## سياسة

### تعيين في المنصب
- 26 أبريل – جونيتشيرو كويزومي رئيس وزراء اليابان.

### انتهاء فترة المنصب
- 26 أبريل – يوشيرو موري رئيس وزراء اليابان.
- 22 يوليو – كونيشيجي كاماموتو عضو مجلس المستشارين.

## رياضة
- 1 يناير – كأس القارات 2001
- 14 أكتوبر – جائزة اليابان الكبرى 2001 الفائز مايكل شوماخر.

## ظهور
- 1 يناير – إفنين

## أفلام
من الأفلام التي صدرت هذه السنة في اليابان:
- 1 يناير – المحقق كونان: عد تنازلي إلى الجنة من إخراج كينجي كوداما.
- 1 يناير – إينويشا : أفيكشن توشنج أكروس تايم من إخراج Toshiya Shinohara [الإنجليزية]‏.
- 1 يناير – ون بيس: مغامرة في جزيرة الساعة من إخراج Junji Shimizu  [لغات أخرى]‏.
- 11 يونيو – لارا كروفت: تومب رايدر من إخراج سيمون ويست.
- 28 يوليو – ممثلة الألفية من إخراج ساتوشي كون.

## برامج ومسلسلات وأنمي
- إينوياشا
- باكي الخطاف

## مواليد

### مارس
- 18 مارس – شو إيواموتو لاعب كرة قدم ياباني.

### يونيو
- 4 يونيو – تاكيفوسا كوبو لاعب كرة قدم ياباني.

### ديسمبر
- 1 ديسمبر – ايكو أميرة توشي

## وفيات

### فبراير
- 11 فبراير – ماساو أونو (مواليد 1923) لاعب كرة قدم ياباني.

### يوليو
- 24 يوليو – هيروشي تسوبورايا (مواليد 1964) ممثل ياباني.

### سبتمبر
- 29 سبتمبر – هيروشي اوكادا (مواليد 1912) طبيب باطني ياباني.

### أكتوبر
- 24 أكتوبر – سيشيرو شيماتاني (مواليد 1938) لاعب كرة قدم ياباني.

### ديسمبر
- 29 ديسمبر – تادا شيجي هاب (مواليد 1916)